# Коляда Олександра Дмитрівна
Олекса́ндра Дми́трівна Коляда́ (народилася 30 січня 1987, у м. Біла Церква, Київська область, УРСР) — українська волейболістка, ліберо. Майстер спорту.

## З життєпису
Перший тренер — Ольга Датій і Світлана Остапенко. Навчається в Академії пожежної безпеки імені Героїв Чорнобиля. Виступала за «Спортліцей» (м. Біла Церква), в команді «Круг» грала з 2003 року.
Чемпіон України (2006, 2007), володар Кубка України (2006, 2007, 2008), переможниця Спартакіади України (2007).